# 逆縁三つ盃
『逆縁三つ盃』（ぎゃくえん みつさかずき）は、1971年7月31日に公開されたヤクザ映画。製作は日活、配給はダイニチ映配。

## キャスト
- 高橋英樹 : 菊川政義
- 成田三樹夫 : 峰栄吉
- 露口茂 : 潮桂三
- 藤竜也[7]: 中井清治
- 郷鍈治 :  てしがらすの貞
- 和泉雅子 : 沢田香
- 赤座美代子 : お伸
- 加藤嘉 : 潮幸之助
- 鈴木ヤスシ : 鉄砲松
- 三田村元 : 川内
- 河野弘 : 岩崎
- 木島一郎 : 近藤中佐
- 大浜詩郎 : 喧嘩勝
- 内田朝雄 : 沢田隆太郎
- 榎木兵衛 : 大塚
- 安部徹 : 得津秀夫

## スタッフ
- 監督 ：野村孝
- 脚本： 新藤貢 、野村孝
- 企画 ：三浦朗 、時枝国文 、奥村幸士
- 音楽 ：小杉太一郎
- 撮影 : 峰重義
- 編集 : 鈴木晄
- 助監督 : 山口清一郎

## 併映作品
- 『極楽坊主』